# Carole Eastman
Carole Eastman (* 19. Februar 1934 in Glendale, Kalifornien; † 13. Februar 2004 in Los Angeles, Kalifornien) war eine US-amerikanische Schauspielerin und Drehbuchautorin.

## Leben
Carole Eastman, eine jüngere Schwester des Drehbuchautors und Regisseurs Charles Eastman, arbeitete zunächst als Ballerina und Model, ehe sie 1957 ihr schauspielerisches Debüt in dem Film Das rosarote Mannequin gab. Nach einigen weiteren Rollen in Fernsehserien verfasste sie 1966 ihr erstes Drehbuch für den Film Das Schießen.
Nach dem Drehbuch für den Film Puzzle of a Downfall Child (1970) schrieb sie zusammen mit Bob Rafelson das Drehbuch zu Five Easy Pieces – Ein Mann sucht sich selbst und war dafür sowohl für den Oscar für das beste Originaldrehbuch bei der Oscarverleihung 1971 als auch für den Golden Globe Award für das beste Filmdrehbuch und den Preis der Writers Guild of America für das beste Originaldrehbuch nominiert. 1992 arbeitete sie erneut mit Rafelson zusammen und war Drehbuchautorin und Produzentin bei dessen Film Man Trouble – Auf den Hund gekommen.